# ツルアダン属
ツルアダン属 Freycinetia Gaudich. は、タコノキ科の属の一つで、蔓性になるものである。茎は細長く伸び、気根を出して樹木などに這い登る。
葉は細長く、先端に束状に集まり、三列をなす。葉の基部は鞘状になる。花は雌雄同株で、茎の先端に複数の肉穂花序がでて、その基部には仏炎苞がつく。
世界で100種以上があり、熱帯アジアからポリネシアを中心に分布し、特にニューギニアで種類が多い。日本では八重山諸島と小笠原諸島に一種、八重山にもう一種が分布している。いずれもより南に分布する種の北限である。
- F. formosana Hemsley　ツルアダン
- F. williamsii Merr. ヒメツルアダン